# La Divine Comédie (film)
Pour les articles homonymes, voir Divine Comédie (homonymie).
Pour plus de détails, voir Fiche technique et Distribution.
La Divine Comédie (A Divina Comédia) est un film portugais réalisé par Manoel de Oliveira, sorti en 1991.

## Synopsis
Dans un asile d'aliénés, loin de la Divine Comédie de Dante, des personnes se croisent, hallucinées ou lucides, rejouant des textes littéraires ou philosophiques. Certains se prennent pour des figures bibliques, Adam et Ève, Jésus, Lazare, Marie, d'autres pour des personnages de romans, Raskolnikov, Ivan Karamazov, ou encore Frédéric Nietzsche... Oliveira développe là une réflexion sur le temps présent et ses valeurs.

## Fiche technique
- Titre : La Divine Comédie
- Titre original : A Divina Comédia
- Réalisation : Manoel de Oliveira
- Scénario : Manoel de Oliveira et extraits de la Bible, de Dostoïevski, José Régio, Nietzsche
- Photographie : Ivan Kozelka
- Montage : Valérie Loiseleux et Manoel de Oliveira
- Décors : Zé Branco
- Costumes : Lurdes Rocha
- Production : Paulo Branco, coproducteur Claude-Éric Poiroux
- Société de production : Madragoa Filmes, Gemini Films, 2001 Audiovisuel, Forum Distribution
- Pays de production :  Portugal,  France et  Suisse
- Format : Couleurs - 1,66:1 - Stéréo - 35 mm
- Genre : drame
- Durée : 140 minutes
- Dates de sortie : 
  - Canada : 13 septembre 1991 (Festival international du film de Toronto)
  - France : 15 avril 1992

## Distribution
- Maria de Medeiros : Sonia
- Miguel Guilherme : Raskolnikov
- Luís Miguel Cintra : un prophète
- Mário Viegas : le philosophe
- Leonor Silveira : Ève
- Diogo Dória : Ivan
- Paulo Matos : Jésus
- José Wallenstein : Aliosha
- Ruy Furtado : le directeur
- Carlos Gomes : Adam
- Luís Lima Barreto : un pharisien
- Laura Soveral : Elena Ivanovna
- Maria João Pires : Marthe
- Júlia Buisel : Marie
- Cremilda Gil : Isabelle Ivanovna
- Miguel Yeco : Lazare
- Nuno Melo : un infirmier
- João Romão : un infirmier